# ВЕС Тихово
ВЕС Тихово — вітрова електростанція у Польщі в Західнопоморському воєводстві.
Майданчик для станції обрали неподалік від балтійського узбережжя, між Слупськом та Славно. У 2009 році тут ввели в експлуатацію 20 вітрових турбін виробництва німецької компанії Nordex типу N90/2500 з одиничною потужністю 2,5 МВт. Діаметр їхнього ротора 90 метрів, висота башти — 100 метрів.
Проєктне вироблення електроенергії на ВЕС Тихово має становити 100 млн кВт·год на рік.